# Wai Ka-fai
Wai Ka-fai (nascut el 21 de setembre de 1962) és un director de cinema, guionista i productor de cinema de Hong Kong. Més conegut per les seves col·laboracions freqüents amb Johnnie To, va co-formar Milkyway Image el 1996, que ara és un dels estudis de pel·lícula independent amb més èxit a Hong Kong.
Les pel·lícules que Wai i To han fet junts com a directors i productors inclouen Needing You..., Fat Choi Spirit, Love on a Diet, Fulltime Killer, Turn Left, Turn Right, Running on Karma, i Mad Detective. Com a director en solitari va rodar Too Many Ways to Be No. 1, Written By i Detective vs Sleuths, amb el qual va guanyar el Hong Kong Film Award al millor director.
Dues de les seves pel·lícules es van estrenar als EUA en sales: Fulltime Killer i Mad Detective.

## Filmografia

### Sèrie de televisió
| Any  | Títol                           | Paper     |
| ---- | ------------------------------- | --------- |
| 1982 | Demi-Gods and Semi-Devils       | Guionista |
| 1982 | Soldier of Fortune              | Guionista |
| 1983 | The Old Miao Myth               | Guionista |
| 1983 | The Return of the Condor Heroes | Guionista |
| 1984 | The Duke of Mount Deer          | Guionista |
| 1984 | Police Cadet '84                | Guionista |
| 1985 | Police Cadet '85                | Guionista |
| 1985 | The Young Wanderer              | Guionista |
| 1986 | The Feud of Two Brothers        | Guionista |
| 1988 | The Final Verdict               | Guionista |
| 1989 | Looking Back in Anger           | Productor |
| 1989 | War of the Dragon               | Productor |
| 1990 | Heaven's Retribution            | Productor |
| 1992 | The Greed of Man                | Productor |
| 1993 | Racing Peak                     | Productor |
| 1997 | Intruder                        | Productor |
| 2000 | Divine Retribution              | Productor |

### Cinema
| Any  | Pel·lícula                 | Crèdit(s) | Crèdit(s) | Crèdit(s) | Notes |
| Any  | Pel·lícula                 | Director  | Guionista | Productor | Notes |
| ---- | -------------------------- | --------- | --------- | --------- | --- |
| 1985 | Young Cops                 | No        | Sí        | No        | N/D |
| 1987 | Easy Money                 | No        | Sí        | No        | N/D |
| 1988 | It's No Heaven             | No        | Sí        | No        | N/D |
| 1990 | The Story of My Son        | No        | Sí        | No        | N/D |
| 1992 | Gun n' Rose                | No        | Sí        | No        | N/D |
| 1995 | Peace Hotel                | Sí        | Sí        | No        | Llargmetratge de debut Coguionista amb Donald Chow |
| 1997 | Too Many Ways to Be No. 1  | Sí        | Sí        | No        | Guanyador el Golden Bauhinia Awards al millor guió Guanyadora Hong Kong Film Critics Society Award a la pel·lícula de Mèrit |
| 1997 | The Odd One Dies           | No        | Sí        | Sí        | N/D |
| 1997 | Intruder                   | No        | No        | Sí        | N/D |
| 1998 | The Longest Nite           | No        | No        | Sí        | N/D |
| 1998 | Expect the Unexpected      | No        | No        | Sí        | N/D |
| 1998 | A Hero Never Dies          | No        | No        | Sí        | N/D |
| 1999 | Where a Good Man Goes      | No        | No        | Sí        | També guionista |
| 2000 | Needing You...             | Sí        | Sí        | Sí        | Co-dirigida i produïda amb Johnnie To NominatdaHong Kong FilmAward al millor director Nominada Hong Kong Film Award a la millor pel·lícula |
| 2000 | Help!!!                    | Sí        | Sí        | Sí        | Codirigida i produïda amb Johnnie To |
| 2001 | Wu yen                     | Sí        | Sí        | Sí        | Codirigida i produïda amb Johnnie To |
| 2001 | Love on a Diet             | Sí        | Sí        | Sí        | Codirigida i produïda amb Johnnie To Nominada Hong Kong Film Award al millor director Nominada Hong Kong Film Award a la millor pel·lícula |
| 2001 | Fulltime Killer            | Sí        | Sí        | Sí        | Codirigida i produïda amb Johnnie To |
| 2002 | Fat Choi Spirit            | Sí        | Sí        | Sí        | Codirigida i produïda amb Johnnie To Guanyadora Hong Kong Film Critics Society Award a la pel·lícula de Mèrit |
| 2002 | My Left Eye Sees Ghosts    | Sí        | Sí        | Sí        | Codirigida i produïda amb Johnnie To |
| 2003 | Love for All Seasons       | Sí        | Sí        | Sí        | Codirigida i produïda amb Johnnie To |
| 2003 | Turn Left, Turn Right      | Sí        | Sí        | Sí        | Codirigida i produïda amb Johnnie To |
| 2003 | Running on Karma           | Sí        | Sí        | Sí        | Codirigida i produïda amb Johnnie To Guanyadora Hong Kong Film Award a la millor pel·lícula Guanyadora Hong Kong Film Critics Society Award a la pel·lícula de Mèrit Nominada Hong Kong FilmAward al millor director Nominada Golden BauhiniaAward al millor director Nominada Golden Bauhinia Award a la millor pel·lícula Nominada Chinese Film MediaAward al millor director (Hong Kong/Taiwan) Nominada Chinese Film Media Award a la millor pel·lícula (Hong Kong/Taiwan)    |
| 2004 | Fantasia                   | Sí        | Sí        | Sí        | N/D |
| 2005 | Himalaya Singh             | Sí        | Sí        | Sí        | N/D |
| 2006 | The Shopaholics            | Sí        | Sí        | Sí        | N/D |
| 2007 | Mad Detective              | Sí        | Sí        | Sí        | Codirigida i produïda amb Johnnie To Guanyadora Hong Kong Film Critics Society Award a la pel·lícula de Mèrit Guanyadora Hong Kong Film Critics Society Award al guió Guanyadora Hong Kong Film Award al millor guió Nominada Hong Kong Film Critics SocietyAward al millor director Nominada Hong Kong Film Critics Society Award a la millor pel·lícula Nominada Hong Kong FilmAward al millor director Nominada Hong Kong Film Award a la millor pel·lícula Nominada Lleó d'Or |
| 2009 | Vengeance                  | No        | Sí        | Sí        | Nominada Palma d'Or |
| 2009 | Written By                 | Sí        | Sí        | Sí        | Guanyadora Hong Kong Film Critics Society Award a la pel·lícula de Mèrit Guanyadora Hong Kong Film Critics Society Award al millor guió Nominada Asian Film Award al millor guió Nominada Hong Kong Film Award al millor guió |
| 2011 | Don't Go Breaking My Heart | Sí        | Sí        | Sí        | N/D |
| 2012 | Romancing in Thin Air      | No        | Sí        | Sí        | Guanyadora Hong Kong Film Critics Society Award a la pel·lícula de Mèrit |
| 2012 | Drug War                   | No        | Sí        | Sí        | Guanyadora Premi de la San Diego Film Critics Society a la millor pel·lícula en llengua estrangera Guanyadora Hong Kong Film Critics Society Award a la pel·lícula de Mèrit Guanyadora Hong Kong Film Critics Society Award a la millor pel·lícula Guanyadora Chinese Film Media Award a la millor pel·lícula (China region) Nominada Premi Golden Horse a la millor pel·lícula                                                                                                   |
| 2013 | Blind Detective            | No        | Sí        | Sí        | N/D |
| 2019 | Chasing Dream              | No        | Sí        | Sí        | N/D |
| 2022 | Detective vs Sleuths       | Sí        | Sí        | Sí        | Guanyadora Hong Kong Film Critics Society Award a la pel·lícula de Mèrit Guanyadora Hong Kong Film Critics Society Award al millor guió Guanyadora Hong Kong Film Critics SocietyAward al millor director Guanyadora Hong Kong Film Award al millor guió Guanyadora Hong Kong FilmAward al millor director Nominada Hong Kong Film Critics Society Award a la millor pel·lícula Nominada Hong Kong Film Award a la millor pel·lícula                                              |

## Premis i nominacions
| Any  | Premi                      | Categoria         | Pel·lícula           | Resultat  |
| ---- | -------------------------- | ----------------- | -------------------- | --------- |
| 2001 | 20ns Hong Kong Film Awards | Millor director   | Needing You...       | Nominat   |
| 2001 | 20ns Hong Kong Film Awards | Millor pel·lícula | Needing You...       | Nominat   |
| 2002 | 21ns Hong Kong Film Awards | Millor director   | Love on a Diet       | Nominat   |
| 2002 | 21ns Hong Kong Film Awards | Millor pel·lícula | Love on a Diet       | Nominat   |
| 2004 | 23rd Hong Kong Film Awards | Millor director   | Running on Karma     | Nominat   |
| 2004 | 23rd Hong Kong Film Awards | Millor pel·lícula | Running on Karma     | Guanyador |
| 2004 | 23rd Hong Kong Film Awards | Millor guionista  | Running on Karma     | Guanyador |
| 2008 | 27ns Hong Kong Film Awards | Millor director   | Mad Detective        | Nominat   |
| 2008 | 27ns Hong Kong Film Awards | Millor pel·lícula | Mad Detective        | Nominat   |
| 2008 | 27ns Hong Kong Film Awards | Millor guionista  | Mad Detective        | Guanyador |
| 2010 | 29ns Hong Kong Film Awards | Millor guionista  | Written By           | Nominat   |
| 2023 | 41ns Hong Kong Film Awards | Millor director   | Detective vs Sleuths | Guanyador |
| 2023 | 41ns Hong Kong Film Awards | Millor pel·lícula | Detective vs Sleuths | Nominat   |
| 2023 | 41ns Hong Kong Film Awards | Millor guionista  | Detective vs Sleuths | Guanyador |

## Note
1. ↑  Segons Wai en una entrevista del 8 de març de 2011, el seu aniversari al calendari lunar és l'aniversari de Wong Tai Sin. Com que l'aniversari de Wong se celebra el 23 del vuitè mes lunar, mentre que Wai va néixer l'any 1962, i després de comparar-lo amb el calendari perpetu, es va trobar que la seva data de naixement completa del Nou Calendari és el 21 de setembre de 1962.